# Lista de prêmios e indicações recebidos por Sam Smith
Este anexo é uma lista dos prêmios e indicações recebidos por Sam Smith, musicista e cancionista do Reino Unido.

## Academy Awards
O Academy Awards ou Óscar, é o maior e mais prestigioso prêmio do cinema mundial, entregue anualmente pela Academy of Motion Picture Arts and Sciences  (AMPAS). São entregues pela Academia, em reconhecimento à excelência de profissionais da indústria cinematográfica.
| Ano  | Recipiente            | Categoria          | Resultado | Ref(s) |
| ---- | --------------------- | ------------------ | --------- | ------ |
| 2016 | Writing's on the Wall | Best Original Song | Venceu    | [ 2 ]  |

## American Music Awards
Criado por Dick Clark em 1973, o American Music Awards é uma cerimônia anual de premiação de música e uma grande edição anual de prémios musicais.
| Ano  | Recipiente         | Categoria                       | Resultado | Ref(s) |
| ---- | ------------------ | ------------------------------- | --------- | ------ |
| 2014 | Sam Smith          | New Artist of the Year          | Indicado  | [ 4 ]  |
| 2014 | Sam Smith          | Favorite Male Artist – Pop/Rock | Venceu    | [ 4 ]  |
| 2015 | Sam Smith          | Favorite Male Artist – Pop/Rock | Indicado  | [ 5 ]  |
| 2015 | Sam Smith          | Artist of the Year              | Indicado  | [ 5 ]  |
| 2015 | In the Lonely Hour | Favorite Album–Pop/Rock         | Indicado  | [ 5 ]  |

## ARIA Music Awards
Os Australian Music Industry Association Music Awards (ARIA) foram realizados pela primeira vez em 1987 em Sydney.
| Ano  | Recipiente | Categoria                 | Resultado | Ref(s) |
| ---- | ---------- | ------------------------- | --------- | ------ |
| 2015 | Sam Smith  | Best International Artist | Indicado  | [ 7 ]  |

## BBC Sound of...
| Ano  | Trabalho nomeado | Categoria     | Resultado | Ref(s) |
| ---- | ---------------- | ------------- | --------- | ------ |
| 2014 | –                | Sound of 2014 | Venceu    | [ 8 ]  |

## BET Awards
| Ano  | Trabalho nomeado | Categoria       | Resultado | Ref(s) |
| ---- | ---------------- | --------------- | --------- | ------ |
| 2015 | –                | Best New Artist | Venceu    | [ 9 ]  |

## Billboard Awards

### Billboard Music Awards
| Ano  | Trabalho nomeado   | Categoria                  | Resultado | Ref(s) |
| ---- | ------------------ | -------------------------- | --------- | ------ |
| 2015 | –                  | Top Artist                 | Indicado  | [ 10 ] |
| 2015 | –                  | Top New Artist             | Venceu    | [ 10 ] |
| 2015 | –                  | Top Male Artist            | Venceu    | [ 10 ] |
| 2015 | –                  | Top Billboard 200 Artist   | Indicado  | [ 10 ] |
| 2015 | –                  | Top Hot 100 Artist         | Indicado  | [ 10 ] |
| 2015 | –                  | Top Radio Songs Artist     | Venceu    | [ 10 ] |
| 2015 | –                  | Top Digital Songs Artist   | Indicado  | [ 10 ] |
| 2015 | In the Lonely Hour | Top Billboard 200 Album    | Indicado  | [ 10 ] |
| 2015 | Stay With Me       | Top Hot 100 Song           | Indicado  | [ 10 ] |
| 2015 | Stay With Me       | Top Radio Song             | Indicado  | [ 10 ] |
| 2015 | Stay With Me       | Top Digital Song           | Indicado  | [ 10 ] |
| 2015 | Stay With Me       | Top Streaming Song (Audio) | Indicado  | [ 10 ] |
| 2015 | Latch              | Top Dance/Electronic Song  | Indicado  | [ 10 ] |

## BRIT Awards
| Ano  | Trabalho nomeado      | Categoria                            | Resultado | Ref(s)        |
| ---- | --------------------- | ------------------------------------ | --------- | ------------- |
| 2014 | La La La              | British Single of the Year           | Indicado  | [ 11 ] [ 12 ] |
| 2014 | La La La              | British Artist Video Of The Year     | Indicado  | [ 11 ] [ 12 ] |
| 2014 | –                     | Critics' Choice                      | Venceu    | [ 11 ] [ 12 ] |
| 2015 | –                     | British Male Solo Artist             | Indicado  | [ 13 ]        |
| 2015 | –                     | British Breakthrough Artist          | Venceu    | [ 13 ]        |
| 2015 | –                     | BRITs Global Success                 | Venceu    | [ 13 ]        |
| 2015 | Stay With Me          | British Single of the Year           | Indicado  | [ 13 ]        |
| 2015 | Stay With Me          | British Artist Video Of The Year     | Indicado  | [ 13 ]        |
| 2015 | In the Lonely Hour    | MasterCard British Album of the Year | Indicado  | [ 13 ]        |
| 2016 | Writing's on the Wall | British Artist Video Of The Year     | Eliminado | [ 14 ]        |

## British LGBT Awards
O British LGBT Awards celebra as personalidades, inovadores e empresas LGBT mais amadas do Reino Unido, a premiação é conhecida como o "Oscar Gay" pela imprensa.
| Ano  | Trabalho nomeado | Categoria    | Resultado | Ref(s) |
| ---- | ---------------- | ------------ | --------- | ------ |
| 2016 | –                | Music Artist | Venceu    | [ 16 ] |

## Critics' Choice Awards

### Critics' Choice Movie Awards
| Ano  | Trabalho nomeado      | Categoria | Resultado | Ref(s) |
| ---- | --------------------- | --------- | --------- | ------ |
| 2015 | Writing's on the Wall | Best Song | Indicado  | [ 17 ] |

## Denver Film Critics Society
O Denver Film Critics Society (DFCS) reconhece a excelência no cinema e promove o Colorado dentro da indústria.
| Ano  | Obra                  | Categoria          | Resultado | Ref.   |
| ---- | --------------------- | ------------------ | --------- | ------ |
| 2016 | Writing's on the Wall | Best Original Song | Indicado  | [ 19 ] |

## Elle Style Awards
| Ano  | Recipiente | Categoria            | Resultado | Ref(s) |
| ---- | ---------- | -------------------- | --------- | ------ |
| 2015 | Sam Smith  | Musician of the Year | Venceu    | [ 20 ] |

## GLAAD Media Awards
O GLAAD Media Awards foram criadospela Gay & Lesbian Alliance Against Defamation em 1990, para "reconhecer e honrar a mídia por suas representações justas, precisas e inclusivas da comunidade LGBT e as questões que afetam suas vidas".
| Ano  | Recipiente | Categoria                | Resultado | Ref(s) |
| ---- | ---------- | ------------------------ | --------- | ------ |
| 2018 | Sam Smith  | Outstanding Music Artist | Pendente  | [ 22 ] |

## Golden Globe Awards
O Golden Globe Awards é um reconhecimento concedido pelos 93 membros da Hollywood Foreign Press Association (HFPA), reconhecendo a excelência em filmes e televisão, nacionais e estrangeiros.
| Ano  | Recipiente            | Categoria          | Resultado | Ref(s) |
| ---- | --------------------- | ------------------ | --------- | ------ |
| 2016 | Writing's on the Wall | Best Original Song | Venceu    | [ 24 ] |

## GQ Men of the Year
A premiação GQ Men of the Year são realizados anualmente pela revista masculina GQ.
| Ano  | Obra      | Categoria         | Resultado | Ref.   |
| ---- | --------- | ----------------- | --------- | ------ |
| 2015 | Sam Smith | Ciroc Solo Artist | Vencedor  | [ 26 ] |

## Grammy Awards
O Grammy Awards é um prêmio atribuído anualmente pela National Academy of Recording Arts and Sciences dos Estados Unidos para excelente realizações na indústria da música. É muitas vezes considerado o maior prêmio da música, os prêmios foram estabelecidos em 1958.
| Ano  | Recipiente                         | Categoria                 | Resultado | Ref(s) |
| ---- | ---------------------------------- | ------------------------- | --------- | ------ |
| 2015 | In The Lonely Hour                 | Album of the Year         | Indicado  | [ 28 ] |
| 2015 | In The Lonely Hour                 | Best Pop Vocal Album      | Venceu    | [ 28 ] |
| 2015 | "Stay With Me" (Darkchild Version) | Song of the Year          | Venceu    | [ 28 ] |
| 2015 | "Stay With Me" (Darkchild Version) | Record of the Year        | Venceu    | [ 28 ] |
| 2015 | "Stay With Me" (Darkchild Version) | Best Pop Solo Performance | Indicado  | [ 28 ] |
| 2015 | Sam Smith                          | Best New Artist           | Venceu    | [ 28 ] |

## Guinness World Records
| Ano  | Obra                  | Categoria                                                        | Resultado | Ref.   |
| ---- | --------------------- | ---------------------------------------------------------------- | --------- | ------ |
| 2015 | In the Lonely Hour    | Most Consecutive Weeks in the UK Top 10 Album Charts (69 weeks). | Vencedor  | [ 29 ] |
| 2015 | Writing’s on the Wall | First James Bond theme to reach No.1 in the UK charts.           | Vencedor  | [ 29 ] |

## Hollywood Music in Media Awards
O Hollywood Music in Media Awards (HMMA) reconhece e honra a música de meios visuais (filmes, TV, trailers de filmes, videogames, comerciais, etc.).
| Ano  | Obra                  | Categoria           | Resultado | Ref.   |
| ---- | --------------------- | ------------------- | --------- | ------ |
| 2015 | Writing’s on the Wall | Song – Feature Film | Indicado  | [ 31 ] |

## iHeartRadio Music Awards
| Ano  | Obra                  | Categoria               | Resultado | Ref.   |
| ---- | --------------------- | ----------------------- | --------- | ------ |
| 2015 | Sam Smith             | Artist of the Year      | Indicado  | [ 32 ] |
| 2015 | Sam Smith             | Best New Artist         | Vencedor  | [ 32 ] |
| 2015 | Stay With Me          | Song of the Year        | Indicado  | [ 32 ] |
| 2015 | Stay With Me          | Best Lyrics             | Indicado  | [ 32 ] |
| 2016 | Sam Smith             | Male Artist of the Year | Indicado  | [ 33 ] |
| 2016 | In the Lonely Hour    | Album of the Year       | Indicado  | [ 33 ] |
| 2016 | Writing's on the Wall | Best Song from a Movie  | Indicado  | [ 33 ] |
| 2016 | Hotline Bling         | Cover Song              | Indicado  | [ 33 ] |

## JUNO Awards
| Ano  | Obra               | Categoria                       | Resultado | Ref.   |
| ---- | ------------------ | ------------------------------- | --------- | ------ |
| 2015 | In the Lonely Hour | International Album of the Year | Vencedor  | [ 34 ] |

## MOBO Awards
| Ano  | Obra               | Categoria            | Resultado | Ref.   |
| ---- | ------------------ | -------------------- | --------- | ------ |
| 2013 | Sam Smith          | Best Newcomer        | Indicado  | [ 35 ] |
| 2013 | La La La           | Best Song            | Vencedor  | [ 35 ] |
| 2013 | La La La           | Best Video           | Vencedor  | [ 35 ] |
| 2014 | Sam Smith          | Best Male Artist     | Vencedor  | [ 36 ] |
| 2014 | Sam Smith          | Best Soul/R&B Artist | Vencedor  | [ 36 ] |
| 2014 | Stay With Me       | Best Song            | Vencedor  | [ 36 ] |
| 2014 | In the Lonely Hour | Best Album           | Vencedor  | [ 36 ] |

## MTV Awards

### MTV Europe Music Awards
O MTV Europe Music Awards foi criado em 1994 pela MTV Europe para premiar os vídeos de música de artistas europeus e internacionais.
| Ano  | Recipiente     | Categoria               | Resultado | Ref(s) |
| ---- | -------------- | ----------------------- | --------- | ------ |
| 2014 | Sam Smith      | Best Push Act           | Indicado  | [ 38 ] |
| 2014 | Sam Smith      | Best UK and Ireland Act | Indicado  | [ 38 ] |
| 2014 | "Stay With Me" | Best Song               | Indicado  | [ 38 ] |

### MTV Video Music Awards
O MTV Video Music Awards foi criado em 1984 pela MTV para premiar os vídeos de música do ano.
| Ano  | Recipiente     | Categoria       | Resultado | Ref(s) |
| ---- | -------------- | --------------- | --------- | ------ |
| 2014 | Sam Smith      | Best New Artist | Indicado  | [ 40 ] |
| 2014 | "Stay with Me" | Best Male Video | Indicado  | [ 40 ] |

## People's Choice Awards
| Ano  | Obra               | Categoria                | Resultado | Ref.   |
| ---- | ------------------ | ------------------------ | --------- | ------ |
| 2015 | Sam Smith          | Favorite Male Artist     | Indicado  | [ 41 ] |
| 2015 | Sam Smith          | Favorite Breakout Artist | Indicado  | [ 41 ] |
| 2015 | Stay With Me       | Favorite Song            | Indicado  | [ 41 ] |
| 2015 | In the Lonely Hour | Favorite Album           | Indicado  | [ 41 ] |

## Q Awards
| Ano  | Obra      | Categoria       | Resultado | Ref.   |
| ---- | --------- | --------------- | --------- | ------ |
| 2014 | Sam Smith | Best New Artist | Vencedor  | [ 42 ] |

## Satellite Awards
| Ano  | Obra                  | Categoria     | Resultado | Ref.   |
| ---- | --------------------- | ------------- | --------- | ------ |
| 2016 | Writing’s On The Wall | Original Song | Indicado  | [ 43 ] |

## St. Louis Film Critics Association
Fundada em 2004, a St. Louis Film Critics Association  (StLFCA) é uma organização de críticos de filmes profissionais que operam na área de St. Louis e áreas adjacentes de Missouri e Illinois.
| Ano  | Recipiente              | Categoria | Resultado | Ref(s) |
| ---- | ----------------------- | --------- | --------- | ------ |
| 2015 | "Writing’s On The Wall" | Best Song | Venceu    | [ 45 ] |

## Teen Choice Awards
| Ano  | Obra        | Categoria                | Resultado | Ref.   |
| ---- | ----------- | ------------------------ | --------- | ------ |
| 2015 | Sam Smith   | Choice Male Artist       | Indicado  | [ 46 ] |
| 2015 | Lay Me Down | Choice Song: Male Artist | Indicado  | [ 46 ] |

## VEVO Certified Awards
O VEVO Certified Awards é um prêmio da VEVO no qual o objetivo é premiar os vídeos que chegam a marca de 100 milhões de visualizações.
| Ano  | Recipiente              | Categoria                    | Resultado | Ref(s) |
| ---- | ----------------------- | ---------------------------- | --------- | ------ |
| 2014 | "Stay With Me"          | 100 milhões de visualizações | Venceu    | [ 48 ] |
| 2015 | "I'm Not the Only One"  | 100 milhões de visualizações | Venceu    | [ 49 ] |
| 2015 | "Lay Me Down"           | 100 milhões de visualizações | Venceu    | [ 50 ] |
| 2015 | "Writing’s on the Wall" | 100 milhões de visualizações | Venceu    | [ 51 ] |
| 2017 | "Too Good at Goodbyes"  | 100 milhões de visualizações | Venceu    | [ 52 ] |

## Young Hollywood Awards
| Ano  | Obra         | Categoria                    | Resultado | Ref.   |
| ---- | ------------ | ---------------------------- | --------- | ------ |
| 2014 | Stay With Me | Song of the Summer/DJ Replay | Indicado  | [ 53 ] |
| 2014 | Sam Smith    | Hottest Music Artist         | Indicado  | [ 53 ] |
| 2014 | Sam Smith    | Breakout Music Artist        | Vencedor  | [ 53 ] |

## YouTube Music Awards
| Ano  | Obra      | Categoria           | Resultado | Ref.   |
| ---- | --------- | ------------------- | --------- | ------ |
| 2015 | Sam Smith | 50 Artists to Watch | Vencedor  | [ 54 ] |